# Verdelais
 Verdelais  es una población y comuna francesa, situada en la región de Aquitania, departamento de Gironda, en el distrito de Langon y cantón de Saint-Macaire.
En 1939-40 hubo en la comuna un campo para refugiados españoles.

## Demografía
| 846 | 831 | 923 | 880 | 869 | 869 |
| Para los censos de 1962 a 1999 la población legal corresponde a la población sin duplicidades (Fuente: INSEE [Consultar]) |     |     |     |     |     |